# Violette Szabo
Violette Szabo (nacida como Violette Reine Elizabeth Bushell; París; 26 de junio de 1921-Ravensbrück; 5 de febrero de 1945) fue una miembro británica del SOE (Special Operations Executive) durante la Segunda Guerra Mundial. Trabajó para el espionaje británico en misiones de reconocimiento y apoyó a la Resistencia Francesa desde 1944 hasta 1945.

## Biografía
Hija de padre inglés y madre francesa, que pronto se mudaron a Londres, Inglaterra, donde se crio. Desde los 14 años desempeñó diferentes oficios, entre ellos estilista de peluquería y vendedora en los barrios londinenses. Violette sobresalía por su belleza, inteligencia y dinamismo.
En 1940, a los 19 años, y ya comenzada la guerra conoció a un oficial de la Legión Extranjera de ascendencia húngara llamado Etienne Szabo con quien se casó ese mismo año y al que siguió en sus diferentes destinos. Szabo fue destinado a África y Violette sirvió como camillera de ambulancia hasta que quedó embarazada de su primer hijo.
De vuelta a Londres, con 21 años de edad, nació su hija Tania el 8 de junio de 1942, mientras su marido servía en África, donde falleció en acción en el transcurso de la batalla de El Alamein, el 24 de octubre de 1942.

## Como agente en la II Guerra Mundial
Mientras permanecía en Londres, el Servicio Secreto Británico la consideró como candidata y reclutó a Violette Szabo como agente especial para el SOE debido a sus raíces anglo-francesas. Violette, que dominaba el francés, aceptó inmediatamente el ofrecimiento y se sometió a un acelerado entrenamiento como agente de reconocimiento, recibiendo lecciones de manejo de armas y explosivos, defensa personal, paracaidismo, operaciones encubiertas y sabotaje.
A principios de 1944, en su primera misión, fue transportada en un Westland Lysander y lanzada en paracaídas sobre Ruan, en Francia, donde se puso en contacto con la Resistencia francesa, que le asignó Corinne como nombre de guerra. Su misión consistía en reconocer las debilidades de algunos sectores de las fortificaciones alemanas de la Muralla del Atlántico. Fue arrestada como sospechosa en dos ocasiones consiguiendo ser liberada en ambas, después de lo cual otro Lysander la devolvió a Inglaterra.

## Captura y ejecución
El 7 de junio de 1944, se le asignó una segunda misión que consistía en servir de enlace entre los maquis en la zona de Limoges para integrar las acciones de los partisanos en conjunto con las operaciones aliadas del Día-D, el desembarco en Normandía. Realizando esa misión y estando en compañía de un partisano a bordo de un automóvil Citroën fue interceptada por patrullas de las SS, pertenecientes a la Das Reich. Ella era pasajera en el coche que levantó las sospechas de las tropas alemanas en un retén inesperado que se había establecido para encontrar al Sturmbannführer (mayor) Helmut Kämpfe de la División Das Reich, que había sido capturado por la resistencia local y posteriormente ejecutado sumariamente. Szabo fue llevada a las oficinas de la Gestapo donde fue interrogada, torturada y luego enviada al campo de concentración de Ravensbrück donde fue ejecutada el 5 de febrero de 1945 junto a otros agentes del SOE, Denise Bloch, Cecily Lefort y Lilian Rolfe. De los 55 miembros femeninos del SOE durante la Segunda Guerra Mundial, 13 murieron en acción o en campos de concentración nazis.

## Libro
Su hija, Tania Szabo, escribió una reconstrucción exhaustiva y cuidadosa de sus dos misiones en 1944 en las áreas más peligrosas de Francia en aquella época, con recuerdos de su infancia. El autor Jack Higgins escribió el prólogo y el radioperador francés Jean-Claude Guiet, quien la había acompañado en la misión en la región de Lemosín, escribió la introducción. El 15 de noviembre de 2007, durante la presentación del libro Joven valiente y hermosa: Las misiones de la agente del SOE, teniente Violette Szabo, la condecorada exagente del SOE Odette Churchill dijo: «ella era la más valiente de todos nosotros».